# Josep Escrig i Martínez
Josep Escrig i Martínez (Llíria, 1791 - 1867) fou un advocat i lexicògraf valencià. Estudià filosofia i dret a la Universitat de València, va treballar com a assessor jurúdic per al duc d'Alba i per al duc de Llíria. Per la seva militància liberal fou tancat el 1829 durant 26 mesos, i quan el 1836 els carlins ocuparen Llíria hagué d'aixoplugar-se a València, on el 1840 va començar la redacció del Diccionario valenciano-castellano, publicat a València (a la impremta de J. Ferrer d'Orga) el 1851, dedicado á la sociedad económica de Amigos del País de esta ciudad de Valencia, y dado á luz bajo la protección de la misma, primer intent de recollir el lèxic valencià. Constantí Llombart i Ramon Andrés i Cabrelles prepararen una tercera edició el 1887, notablement corregida i augmentada, amb una ortografia catalana.
Va promoure un concurs per a cercar el millor mètode de «difundir el idioma castellano en las classes del pueblo del Reino de Valencia, que no tienen dicho idioma por nativo».